# أويري
أويري (بالإنجليزية: Owerri)‏ هي مدينة وعاصمة ولاية الإيمو نيجيريا. يبلغ عدد سكانها 401,873 نسمة وذلك حسب إحصائيات سنة 2006.
تقع في قلب أرض الإغبو. وتتكون إويري من ثلاثة مناطق محلية وهم: أويري المركزية (البلدية) وأويري الشمالية وأويري الغربية. ويقدر عدد سكانها بحاولي 400,000 نسمة بحسب أحصائات عام 2006 ، وتقدر مساحتها بحاولي 100 كيلو متر مربع. ويحد أويري نهر أوتاميري من جهة الشرق ونهر النوري من جهة الجنوب. ويطلق على أويري الآن «عاصمة الرفاهية» في نيجيري كما يعقد هناك الحفل السنوي لملكات الجمال والمعروف باسم «ملكة جمال هارتلاند».

## المناخ
يظهر الجدول التالي التغييرات المناخية على مدار السنة لأويري:
| البيانات المناخية لـأويري         | البيانات المناخية لـأويري | البيانات المناخية لـأويري | البيانات المناخية لـأويري | البيانات المناخية لـأويري | البيانات المناخية لـأويري | البيانات المناخية لـأويري | البيانات المناخية لـأويري | البيانات المناخية لـأويري | البيانات المناخية لـأويري | البيانات المناخية لـأويري | البيانات المناخية لـأويري | البيانات المناخية لـأويري | البيانات المناخية لـأويري |
| الشهر                             | يناير                     | فبراير                    | مارس                      | أبريل                     | مايو                      | يونيو                     | يوليو                     | أغسطس                     | سبتمبر                    | أكتوبر                    | نوفمبر                    | ديسمبر                    | المعدل السنوي             |
| --------------------------------- | ------------------------- | ------------------------- | ------------------------- | ------------------------- | ------------------------- | ------------------------- | ------------------------- | ------------------------- | ------------------------- | ------------------------- | ------------------------- | ------------------------- | ------------------------- |
| متوسط درجة الحرارة الكبرى °م (°ف) | 31.6 (88.9)               | 32.5 (90.5)               | 32.5 (90.5)               | 32.2 (90.0)               | 31.2 (88.2)               | 30.1 (86.2)               | 28.6 (83.5)               | 28.1 (82.6)               | 29.3 (84.7)               | 29.9 (85.8)               | 31.1 (88.0)               | 31.4 (88.5)               | 30.7 (87.3)               |
| المتوسط اليومي °م (°ف)            | 26.7 (80.1)               | 27.5 (81.5)               | 27.9 (82.2)               | 27.6 (81.7)               | 26.8 (80.2)               | 26.0 (78.8)               | 25.1 (77.2)               | 25.0 (77.0)               | 25.5 (77.9)               | 25.9 (78.6)               | 26.7 (80.1)               | 26.6 (79.9)               | 26.4 (79.5)               |
| متوسط درجة الحرارة الصغرى °م (°ف) | 21.8 (71.2)               | 22.6 (72.7)               | 23.4 (74.1)               | 23.1 (73.6)               | 22.5 (72.5)               | 22.0 (71.6)               | 21.6 (70.9)               | 22.0 (71.6)               | 21.7 (71.1)               | 21.9 (71.4)               | 22.3 (72.1)               | 21.9 (71.4)               | 22.2 (72.0)               |
| الهطول مم (إنش)                   | 17 (0.7)                  | 37 (1.5)                  | 98 (3.9)                  | 166 (6.5)                 | 225 (8.9)                 | 363 (14.3)                | 313 (12.3)                | 339 (13.3)                | 322 (12.7)                | 269 (10.6)                | 52 (2.0)                  | 18 (0.7)                  | 2٬219 (87.4)              |
| المصدر: Climate-Data.Org          |                           |                           |                           |                           |                           |                           |                           |                           |                           |                           |                           |                           |                           |

## توأمة
لأويري اتفاقيات توأمة مع:
- غريشام

## أعلام
- موبي أوباراكو
- ايميكا امرون
- هنري إسحاق
- نوانكو كانو
- كريستوفر كانو